# Area archeologica Santa Maria in Campis
L'Area archeologica Santa Maria in Campis, detta anche Parco Archeologico Quartiere INA casa, è una area di circa 66000 m² situata nella zona est della città di Foligno, nelle immediate adiacenze del Cimitero Centrale della Città, in posizione pre-collinare a ridosso della via Flaminia che da Narni, passando per Spoleto, raggiungeva Forum Flaminii. 

## Storia

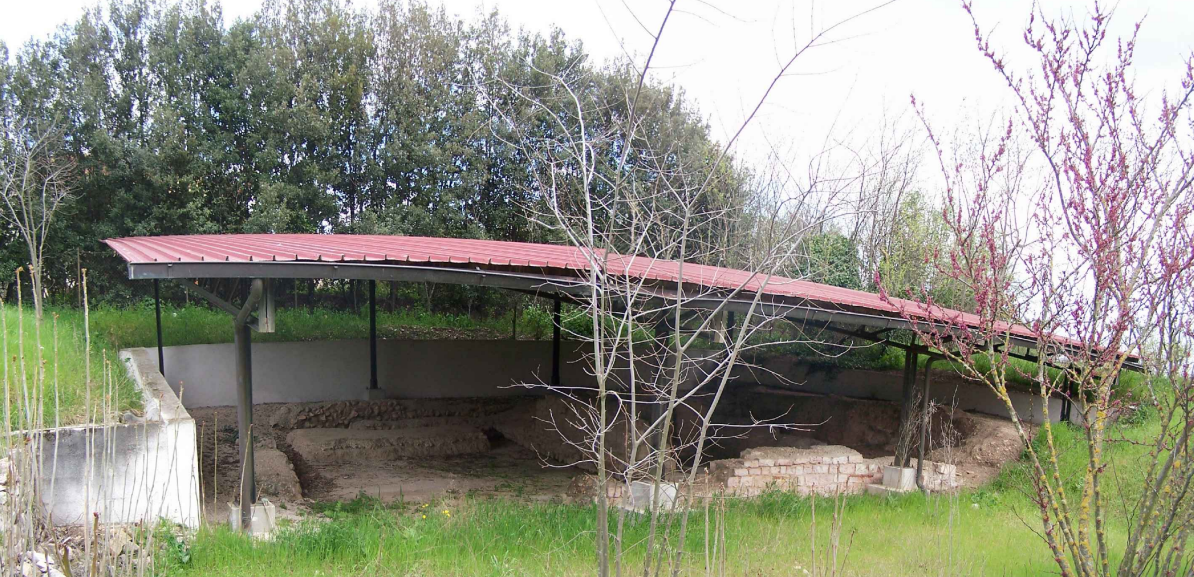
Domus romana (lato via Sante Costantini)

Nel 1862 un contadino, nell'arare il suo campo portò casualmente alla luce una piccola statua di bronzo; una versione ridotta della celebre scultura Ercole Farnese denominata successivamente "L'Ercole di Foligno", attualmente conservata nel museo del Louvre di Parigi. 
Da ricerche effettuate si ipotizza che possa essere l'antico centro della vecchia Fulginea. Studi preliminari hanno riferito alla più antica urbanizzazione dell'area finora documentata, la prima età imperiale, per il quale è stata messa in evidenza una fase di riuso a scopi funerari in epoca altomedievale.
Numerosi sono i ritrovamenti sparsi per l'intera area tra i quali alcune domus di epoca romana, magazzini con il pavimento in cocciopesto per l'accumulo di cereali e un complesso sistema di canalizzazione delle acque piovane. Nel sito è presente anche una complessa rete fognaria realizzata con vario materiale di recupero e per un breve tratto con laterizi disposti a spina di pesce, che consentiva il deflusso delle acque a valle.
Da alcune rilevazioni effettuate nel sottosuolo dalla Soprintendenza Archeologia dell'Umbria è stata individuata la presenza di un anfiteatro non ancora venuto alla luce, tra l'incrocio con Via Po e Via Rubicone (antica diramazione della via Flaminia).
Da ulteriori ricerche storiche effettuate, si ipotizza inoltre che la Chiesa di Santa Maria in Campis, edificata nel V secolo D.C. e ubicata proprio tra il Cimitero cittadino e l'area archeologica sia stata costruita su delle fondamenta di una vecchia Domus Romana.

### Stato attuale
Ad ottobre 2022 l'area è in fase di completamento scavi con annessa realizzazione di un parco urbano realizzato mediante il Programma di Sviluppo Rurale per l'Umbria 2014-2020. ll progetto elaborato in conformità alle previsioni del piano attuativo di iniziativa pubblica in variante al PRG '97 relativo al parco archeologico, renderà finalmente fruibile il parco con la realizzazione di percorsi e di un padiglione che, oltre ad individuare e proteggere le aree di scavo, funzionerà come punto informativo e divulgativo per i visitatori.
Entro la primavera del 2023 un'apposita commissione composta da l'Archeology Philologie D'orient Et D'occident di Parigi, l'American Institute For Roman Culture e l'Università La Sapienza di Roma riporteranno alla luce l'Anfiteatro Romano attualmente interrato e non visibile.
Nel novembre del 2023 durante alcuni scavi, nell'area posta all'intersezione con Via Po e Via Rubicone (quest'ultima vecchio tracciato della via Flaminia) riviene parzialmente alla luce una muratura circolare che lascia presagire l'esatta ubicazione dell'anfiteatro. Gli scavi sono attualmente in corso.
Il 10 gennaio 2024 le varie associazioni e università dedite agli scavi nell'area, fanno sapere che da studi preliminari e rilievi effettuati hanno accertato la presenza dei resti di un edificio da spettacolo con una larghezza dell'asse maggiore di 90-100 metri e una larghezza dell'asse minore di 58-65 metri, capace di contenere fino a diecimila spettatori.

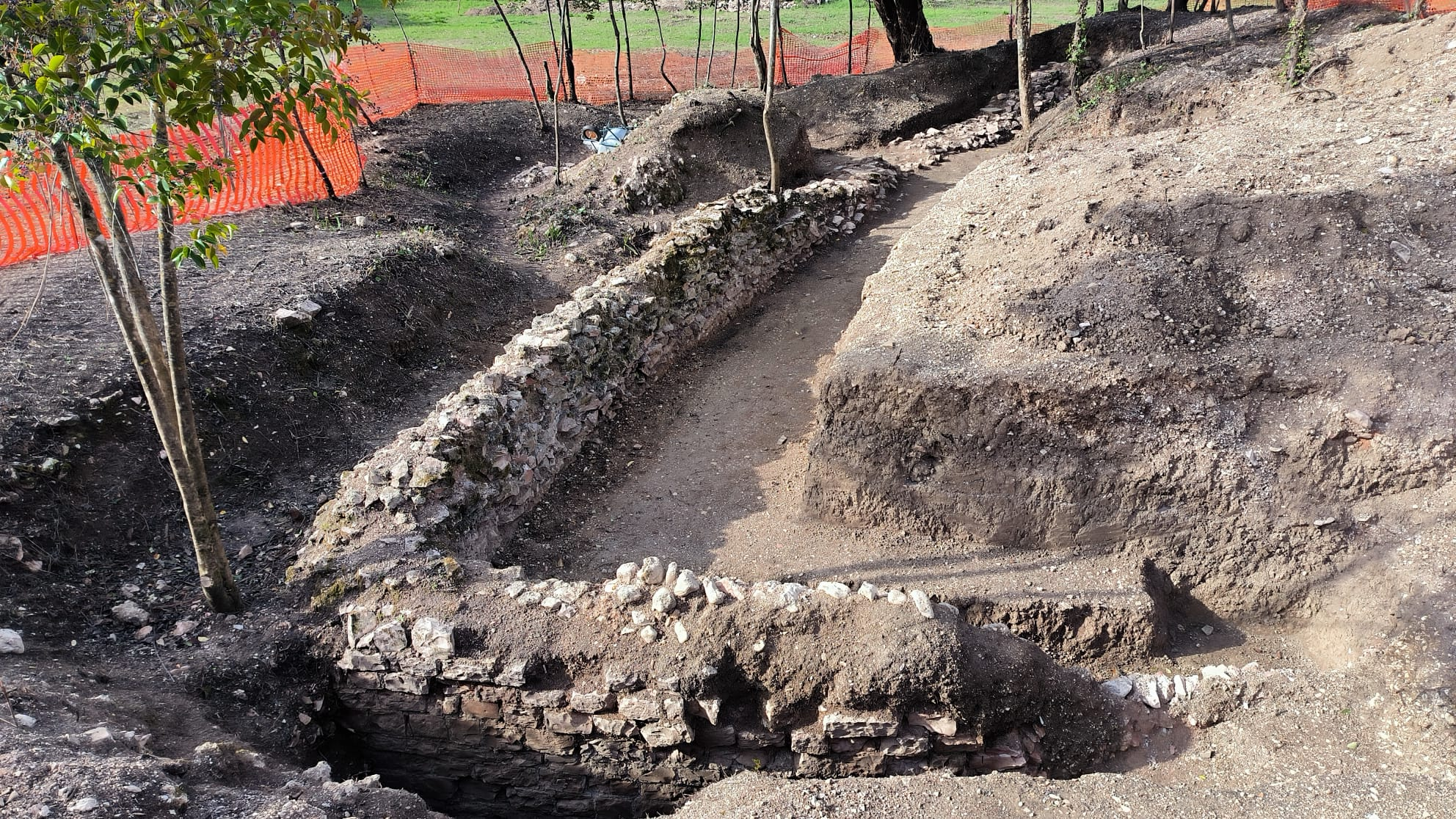
Muratura circolare parzialmente rinvenuta alla luce durante uno scavo nel novembre 2023 nell'esatta ubicazione dove si presume fosse edificato l'anfiteatro